# LIVE!! (サミー・ヘイガーのアルバム)
『LIVE!!』（原題：Live 1980）は、サミー・ヘイガーが1980年に録音・1983年に発表したライブ・アルバム。

## 解説
アルバム『デンジャー・ゾーン』（1980年）リリースに伴うツアーのライブ録音が収録されており、ゲフィン・レコード移籍後の1983年に、かつて所属していたキャピトル・レコードから発売された。「スペース・ステーション・#5」は、モントローズ在籍時に発表した曲である。
セールス的には大きな成功に至らず、『ビルボード』の各種チャート入りを逃す結果となった。uDiscoverMusicでは2020年、「ヘイガーのキャリア史上最強のカルテットがフィーチャーされ、華やかなロック"This Planet's on Fire (Burn in Hell)"や、聴衆に大受けした"Trans Am (Highway Wonderland)"が収録された」と評されている。

## 収録曲
特記なき楽曲はサミー・ヘイガー作。
1. メドレー - Medley - 5:19
  - a.ハマースミス・オデオン・イントロダクション - Hammersmith Odeon Introduction
  - b.トランザム:ハイウェイ・ワンダーランド - Trans Am (Highway Wonderland)
2. ラヴ・オア・マネー - Love or Money - 3:55
3. プレイン・ジェイン - Plain Jane - 2:27
4. 20TH・センチュリー・マン - 20th Century Man (Sammy Hagar, Gary Pihl) - 4:02
5. バーン・イン・ヘル - This Planet's on Fire (Burn in Hell) - 5:15
6. イン・ザ・ナイト - In the Night (Entering the Danger Zone) - 1:26
7. デンジャー・ゾーン - The Danger Zone - 5:02
8. スペース・ステーション・#5 - Space Station #5 (S. Hagar, Ronnie Montrose) - 4:26

### 1996年再発CD (72438 19093 24)ボーナス・トラック
1. Someone Out There - 3:42

## 参加ミュージシャン
- サミー・ヘイガー - ボーカル、ギター
- ゲイリー・ピール - ギター
- ビル・チャーチ - ベース
- チャック・ラフ - ドラムス